# Jowaha
Jowaha – gaun wikas samiti w środkowej części Nepalu  w strefie Narajani w dystrykcie Rautahat. Według nepalskiego spisu powszechnego z 2001 roku liczył on 985 gospodarstw domowych i 7400 mieszkańców (3656 kobiet i 3744 mężczyzn).